# 1195
Évszázadok: 11. század – 12. század – 13. század
Évtizedek: 1140-es évek – 1150-es évek – 1160-as évek – 1170-es évek – 1180-as évek – 1190-es évek – 1200-as évek – 1210-es évek – 1220-as évek – 1230-as évek – 1240-es évek
Évek: 1190 – 1191 – 1192 – 1193 –  1194 – 1195 – 1196 – 1197 – 1198 – 1199 – 1200

## Események
- I. Tamar grúz királynő a Samkiri csatában legyőzte a szeldzsuk törököket.
- I. Frigyes osztrák herceg követi apját V. Lipótot a trónon (1198-ig uralkodik).
- április 8. – II. Iszaakiosz bizánci császár trónfosztása, utóda fivére III. Alexiosz trónra lépése (1203-ban őt is megfosztják a tróntól).
- Megkezdődik a bourgesi Szent István-katedrális építése.

## Halálozások
- augusztus 6. – III. Henrik szász herceg (* 1129)
- december 17. – V. Balduin hainaut-i gróf (* 1150)
- Bernard de Ventadour a leghíresebb trubadúr

## Európai időjárás
Eső júniustól az év végéig, csekély és savanyú szőlőtermés.